# Hegedüs Miklós (matematikus)
Hegedüs Miklós (Szajol, 1943. december 6. – 2021. december 10.) magyar matematikus, egyetemi tanár. A matematikai tudományok kandidátusa (1980).

## Életpályája
Szolnokon érettségizett a Verseghy Ferenc Gimnáziumban, ahol 1957–1961 között tanult. 1961–1962 között segédmunkás volt. 1962–1964 között a József Attila Tudományegyetem Természettudományi Karának matematika-fizika szakos hallgatója volt. 1964–1967 között a József Attila Tudományegyetem matematikus szakán tanult. 1967–1969 között a Marx Károly Közgazdaságtudományi Egyetem Egyetemi Számítóközpont tudományos munkatársa volt. 1969–1989 között a Marx Károly Közgazdaságtudományi Egyetem Matematika Tanszék tanára, közben óraadó tanár az Eötvös Loránd Tudományegyetem Analízis II. Tanszékén és a Budapesti Műszaki és Gazdaságtudományi Egyetemen is. 1971-ben doktorált gazdasági matematikából. 1973–1988 között ő tartotta a Közgazdasági Egyetem történetének leglátogatottabb előadásait, megelőzve a második előadót, Berend T. Ivánt, a Magyar Tudományos Akadémia akkori elnökét. 1978-ban a hallgatók az egyetem legjobb tanárának választották. 1980–1988 között személyre szóló meghívások alapján előadásokat tartott a Szovjetunió, Jugoszlávia és az NSZK különböző egyetemein. 1989-ben elvették tőle az előadásokat. 1989-ben családjával az USA-ban telepedett le. 1989–1994 között több amerikai egyetemen vendégtanárként dolgozott. 1994–1996 között visszatért a Budapesti Közgazdaságtudományi Egyetemre. 1996-ban politikai és koncepcionális okok miatt állásából elbocsátották. 1996-tól Magyar Örökség díj Bíráló Bizottságának tagja volt. 1996–1998 munkanélküli lett; alkalmi építőipari segédmunkásként dolgozott. 1996–1998 a Magyarok Világszövetsége Fővárosi Szervezetének alelnöke, és az FKGP Oktatás- és Tudománypolitikai Kabinetjének társelnöke volt.  1998-ban a Károli Gáspár Református Egyetem oktatója lett. 2003-ban az FKGP ügyvezető elnöke volt. 2004-től a Magyar Nemzeti Szövetség társelnöke volt.

## Díjai
- Kiváló Munkáért Érdemérem (1980)[3]
- Kiváló Munkáért Érdemérem (1984)[4]